# Починки (городской округ Солнечногорск)
Починки — деревня в Московской области России. Входит в городской округ Солнечногорск.

## География
Деревня расположена на севере Московской области, в северной части округа, примерно в 17 км к северу от центра города Солнечногорска, на левом берегу безымянного притока реки Лутосни, у границы с Дмитровским и Клинским районами. В деревне пять улиц — Лесная, Луговая, Полевая, Садовая и Солнечная. Ближайшие населённые пункты — деревни Бородино, Тараканово и Фоминское.

## Население
| 1852 | 1859 | 1890 | 1899 | 1926 | 1932 |
| ---- | ---- | ---- | ---- | ---- | ---- |
| 72   | ↗74  | ↗94  | ↗100 | ↘60  | ↗72  |
| 1966 | 1998 | 2002 | 2010 |      |      |
| ↘42  | ↘3   | →3   | ↗4   |      |      |

## История
В середине XIX века — деревня 1-го стана Клинского уезда Московской губернии в 73 верстах от столицы и 18 верстах от уездного города, близ Дмитровского тракта. Принадлежала титулярному советнику Сергею Петровичу Фёдорову, крестьян 36 душ мужского пола и 36 душ женского, 9 дворов.
В «Списке населённых мест» 1862 года — владельческая деревня 1-го стана Клинского уезда по правую сторону Дмитровского тракта от города Клина, в 19 верстах от уездного города и 16 верстах от становой квартиры, при колодце, с 10 дворами и 74 жителями (35 мужчин, 39 женщин).
По данным на 1899 год — деревня Соголевской волости 2-го стана Клинского уезда с 100 душами населения.
В 1913 году — 13 дворов и кирпичный завод.
По материалам Всесоюзной переписи населения 1926 года — деревня Таракановского сельсовета Соголевской волости Клинского уезда в 18,1 км от станции Подсолнечная Октябрьской железной дороги, проживало 60 жителей (27 мужчин, 33 женщины), насчитывалось 12 крестьянских хозяйств.
С 1929 года — населённый пункт в составе Солнечногорского района Московского округа Московской области. Постановлением ЦИК и СНК от 23 июля 1930 года округа как административно-территориальные единицы были ликвидированы.
1929—1957, 1960—1963, 1965—1976 гг. — деревня Таракановского сельсовета Солнечногорского района.
1957—1960 гг. — деревня Таракановского сельсовета Химкинского района.
1963—1965 гг. — деревня Таракановского сельсовета Солнечногорского укрупнённого сельского района.
1976—1994 гг. — деревня Вертлинского сельсовета Солнечногорского района.
С 1994 до 2006 гг. деревня входила в Вертлинский сельский округ Солнечногорского района.
С 2005 до 2019 гг. деревня включалась в Смирновское сельское поселение Солнечногорского муниципального района.
С 2019 года деревня входит в городской округ Солнечногорск, в рамках администрации которого относится с территориальному управлению Смирновское.